# Szymaki (województwo podlaskie)
Szymaki – wieś w Polsce położona w województwie podlaskim, w powiecie sokólskim, w gminie Kuźnica.
W latach 1975–1998 miejscowość położona była w województwie białostockim.
Wierni kościoła rzymskokatolickiego należą do parafii Świętej Trójcy i św. Dominika w Klimówce.